# CA巴斯蒂亞
CA巴斯蒂亞(CA Bastia)，全名Cercle Athlétique Bastiais，是一支法國職業足球會，成立於1920年。他們位於科西嘉島的巴斯蒂亞，首次於2013年5月打入職業足球，但踢了一季便提早降班。
他們曾有主場球場Stade d'Erbajolo，但現時在法甲球會巴斯蒂亞體育會的主場 Armand-Césari作賽。